# 인천세관
인천본부세관(仁川本部稅關, Incheon Main Customs) 또는 인천세관은 인천광역시 일원의 관세 부과·감면 및 징수와 수출입 물품의 통관 및 밀수출입 단속에 관한 사무를 관장하는 대한민국 관세청의 소속기관이다. 1949년 7월 9일 발족하였으며, 인천광역시 중구 서해대로 329에 위치하고 있다. 세관장은 고위공무원단 나등급에 속하는 일반직공무원으로 보한다.
1883년 6월 인천항을 개항하고 관세징수를 위해 인천해관을 설치한 것을 기원으로 한다. 인천세관이란 표현은 1907년부터 사용하였다.

## 직무
- 인사, 문서의 수발·심사·보존, 보안 및 관인관리
- 수입물품에 대한 조세의 부과·징수 및 감면에 관한 사항
- 수출입물품의 통관에 관한 사항
- 수출입물품의 통관에 관한 적법성 심사와 세액 및 환급 심사에 관한 사항
- 공항과 항만에 대한 감시업무에 관한 사항
- 선박·항공기의 입출항절차 및 검색에 관한 사항
- 총기류·폭발물등 테러관련물품의 반출입에 관한 사항
- 관세법등 위반사범에 대한 범칙수사업무에 관한 사항
- 밀수단속에 관한 사항
- 부정무역, 불공정무역, 원산지표시 위반 및 지식재산권 침해에 관한 조사 및 수사
- 수출입물품중 멸종위기에 처한 야생동식물, 특정야생동식물, 자연생태계 위해동식물업무에 관한 사항
- 자유무역협정의 집행에 관한 사항

## 연혁
- 1949년 7월 9일: 재무부 소속으로 인천본부세관 설치하고 소속기관으로 용호도·덕적·대천세관감시서를 둠. 서울본부세관 소속으로 김포출장소 설치.[3]
- 1955년 9월 19일: 세관감시서를 세관감시소로 개편.[4]
- 1957년 1월 25일: 용호도·덕적·대천세관감시소를 폐지하고 강화감시서를 설치.[5]
- 1961년 10월 2일: 강화감시서 폐지.[6]
- 1967년 4월 10일: 김포출장소를 김포세관으로 승격.[7]
- 1969년 3월 13일: 인천본부세관 소속으로 부평·오산출장소 설치.[8]
- 1970년 8월 3일: 관세청 소속으로 변경.
- 1974년 8월 14일: 오산출장소를 수원출장소로 개편.[9]
- 1976년 5월 8일: 인천본부세관 소속으로 주안출장소 설치.[10]
- 1980년 6월 14일: 수원출장소를 수원세관으로 승격하고 서울본부세관으로부터 성남출장소를 이관받음. 부평출장소를 부평세관으로 승격.[11]
- 1985년 2월 25일: 수원세관 소속으로 오동·반월출장소 설치.[12]
- 1985년 11월 20일: 성남출장소를 서울본부세관으로 이관.[13]
- 1987년 4월 1일: 오봉출장소 폐지.[14]
- 1990년 4월 9일: 반월출장소를 안산세관으로 승격.[15]
- 1999년 5월 24일: 주안출장소 폐지.[16]
- 2000년 1월 1일: 부평세관을 인천세관 소속 부평출장소로 개편.[17]
- 2001년 3월 29일: 김포세관을 인천공항세관으로 개편.[18]
- 2003년 11월 22일: 인천공항세관 소속으로 김포출장소 설치.[19]
- 2006년 1월 2일: 김포·부평출장소를 김포·부평세관으로 승격.[20]
- 2007년 9월 28일: 인천공항국제우편세관 설치.[21]
- 2015년 1월 6일: 인천본부세관 소속으로 경인항지소 설치.[22]
- 2016년 1월 18일: 김포세관을 김포공항세관으로 개편. 인천공항세관, 경인항지소 폐지. 부평세관을 안산세관 소속 부평세관비즈니스센터로 개편.[23]

## 관할구역
- 인천광역시[24]
- 경인항 김포터미널 및 그 물류단지와 주운수로

## 조직

### 세관장
- 세관운영과[25]
- 감사담당관실[26]
- 수출입기업지원센터[26]
- 협업검사센터[26]

수출입통관국
- 수출입통관총괄과[25]
- 공항수출과[28]
- 공항수입제1과[26]
- 공항수입제2과[28]
- 인천항통관지원제1과[28]
- 인천항통관지원제2과[28][29]
- 인천항수출과[28]
- 인천항수입제1과[26]
- 인천항수입제2과[28]
- 인천항수입제3과[28]
- 자유무역협정총괄과[25]
- 자유무역협정제1과[26]
- 자유무역협정제2과[28]
- 자유무역협정제3과[28]

휴대품통관제1국
- 공항휴대품제1과[26]
- 여행자정보분석과[26]
- 공항휴대품검사관[28][31]
- 인천항휴대품과[26]
- 인천항휴대품검사관[28][32]

휴대품통관제2국
- 공항휴대품제2과[26]
- 공항휴대품검사관[28][33]

특송통관국
- 특송통관제1과[26]
- 특송통관제2과[28]
- 특송통관제3과[28]
- 특송통관제4과[28]

심사국
- 심사총괄과[26]
- 심사관[28][34]
- 심사정보제1과[28]
- 심사정보제2과[28]
- 분석실[35]
- 분석관[36]

조사국
- 조사총괄과[26]
- 조사관[28][37]
- 조사정보과[26]
- 외환조사과[26]
- 마약조사과[26]

감시국
- 감시총괄과[26]
- 화물검사과[26]
- 공항감시과[28]
- 공항감시관[28]
- 인천항감시과[28]
- 장비과[38]
- 전산정보관리과[38]

### 소속기관
세관
- 모든 세관은 관세청의 직속기관이지만 「관세청과 그 소속기관 직제」 제22조제3항에 의거하여 인천본부세관은 통관의 적법성·세액 및 환급의 심사·범칙수사업무가 전문적이고 효율적으로 이루어질 수 있도록 세관의 사무를 통합하여 수행하게 할 필요가 있을 때에는 관세청장이 지정한 세관의 사무 일부를 수행하게 할 수 있다.
- 세관장은 서기관으로 보한다.

| 명칭                 | 소재                                  | 관할구역 |
| -------------------- | ------------------------------------- | --- |
| 김포공항세관         | 서울특별시 강서구 하늘길 210          | 서울특별시 강서구·인천광역시 계양구·경기도 부천시의 김포국제공항 항역 |
| 인천공항국제우편세관 | 인천광역시 중구 공항동로193번길 40-32 | 인천국제공항 국제우편물류센터 |
| 수원세관             | 경기도 수원시 영통구 창룡대로 315     | 경기도 수원시, 오산시, 용인시, 화성시 |
| 안산세관             | 경기도 안산시 단원구 선부광장1로 158  | 경기도 안산시, 시흥시, 인천광역시 부평구, 계양구, 미추홀구 주안5동, 서구 가좌2동·가좌3동·가좌4동·공촌동·마전동·당하동·원당동·불로동·대곡동·금곡동·오류동·왕길동·연희동·검양동·시천동·백석동 및 경기도 부천시, 김포시 |

세관비즈니스센터
- 부평세관비즈니스센터장은 행정사무관·공업사무관·전산사무관·방송통신사무관·해양수산사무관·관세주사·방송통신주사·해양수산주사로 보한다.[43]

| 세관명   | 명칭                 | 소재                       | 관할구역 |
| -------- | -------------------- | -------------------------- | --- |
| 안산세관 | 부평세관비즈니스센터 | 인천광역시 부평구 굴포로 5 | 인천광역시 부평구, 계양구, 미추홀구 주안5동, 서구 가좌2동·가좌3동·가좌4동·공촌동·마전동·당하동·원당동·불로동·대곡동·금곡동·오류동·왕길동·연희동·검암동·시천동·백석동 및 경기도 부천시, 김포시 |